# Sinocyclocheilus brevibarbatus
Sinocyclocheilus brevibarbatus är en fiskart som beskrevs av Zhao, Lan och Zhang 2009. Sinocyclocheilus brevibarbatus ingår i släktet Sinocyclocheilus och familjen karpfiskar. Inga underarter finns listade i Catalogue of Life.